# Luigi Gaudenzi
Luigi Gaudenzi (Tivoli, 14 giugno 1905 – Castrovalva, 14 ottobre 1930) è stato un pittore italiano.

## Biografia
Primo figlio di Vittoria D’Andrea e Giacomo , rimase orfano di madre in tenera età, ma non seguì il mestiere del padre che voleva divenisse un contadino, come lui : Luigino amava la pittura, studiava i classici, si interessava dell’arte della fotografia e del cinema, incominciò a lavorare col bulino e a cimentarsi con la scultura. Fu amico di Emilio Segrè (1905-1989), suo coetaneo, futuro vincitore del premio Nobel per la fisica, e del musicista Vincenzo Vergelli (1909-1985).
Nonostante una salute cagionevole (spesso si ammalava di pleurite) dimostrò una forte volontà nel seguire la strada che si era prefissato, strada che lo portò alla definitiva rottura con il padre e lo porterò a vivere, eccetto per una breve parentesi milanese, una vita in ristrettezze economiche.
La sua vita si interruppe bruscamente quando si ammalò di appendicite e morì di pleurite il 14 ottobre 1930 .
Gaudenzi studiò inizialmente da Gino Piccioni e incominciò la sua produzione pittorica con quadri devozionali. Abbandonò definitivamente la famiglia paterna tra la fine del 1928 e i primi mesi del 1929 mettendo uno studio a Palazzo Sabbi in via Mauro Macera sempre a Tivoli, ma presto si recò a Milano, ospite della famiglia tiburtina dei Maviglia e infine, il 14 agosto del 1930, a Castrovalva in Abruzzo. Particolarmente significativi sono i ritratti eseguito da Gaudenzi, perché nonostante la giovane età in cui sono stati dipinti, manifestano capacità tecnica con sensibilità d’animo e un controllo del segno . Meritevole anche la sua tecnica dell'affresco, in particolare quello della Villa Ettora in Viale Mannelli a Tivoli , con vedute di Villa d'Este oggi purtroppo andato perduto quando la villa fu abbattuta nel 1962 per fare spazio a 3 nuovi palazzi.

## Gallerie d'immagini

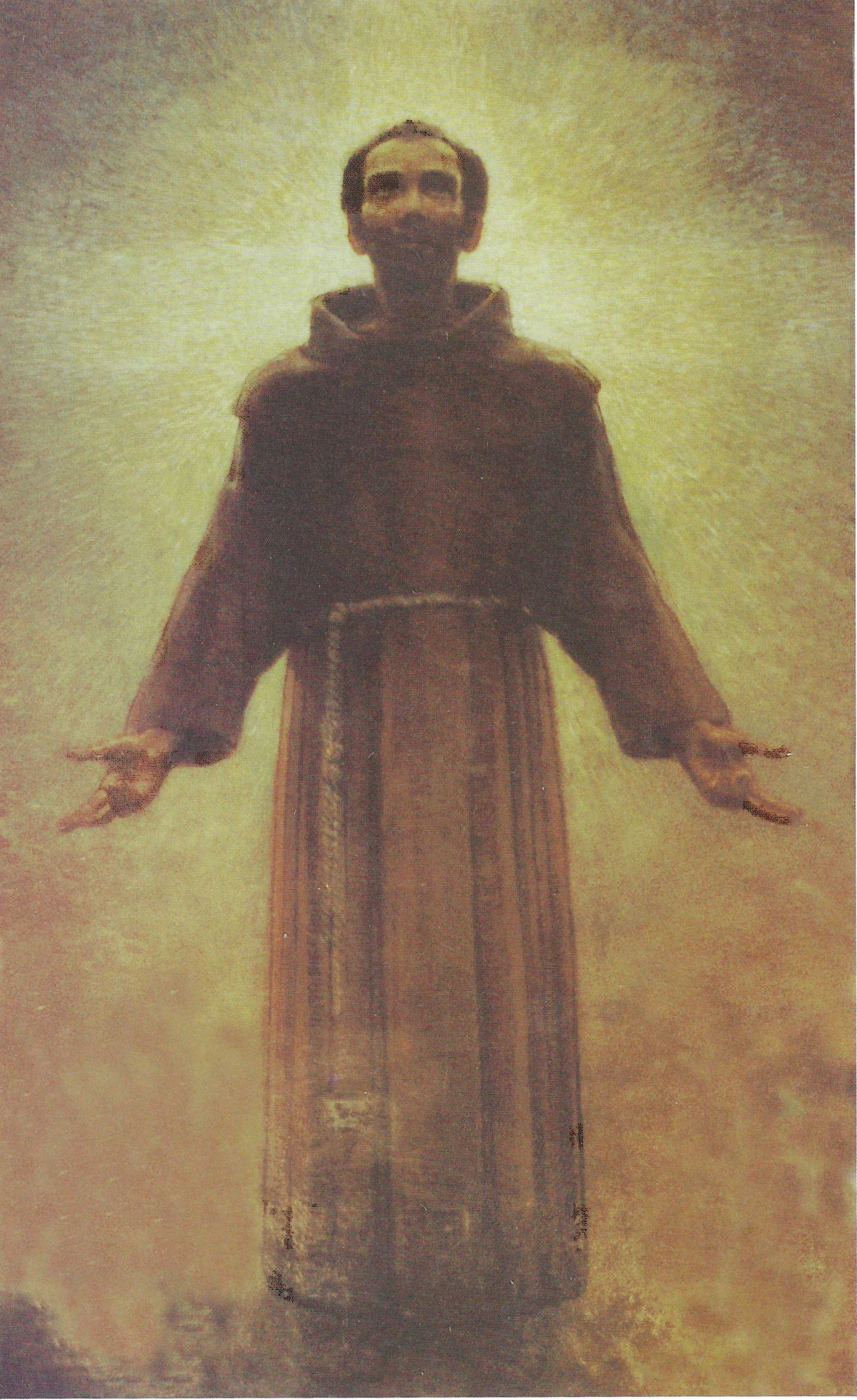
San Francesco, olio su tela, cm 160 x 210, Chiesa di Santa Maria Maggiore a Tivoli
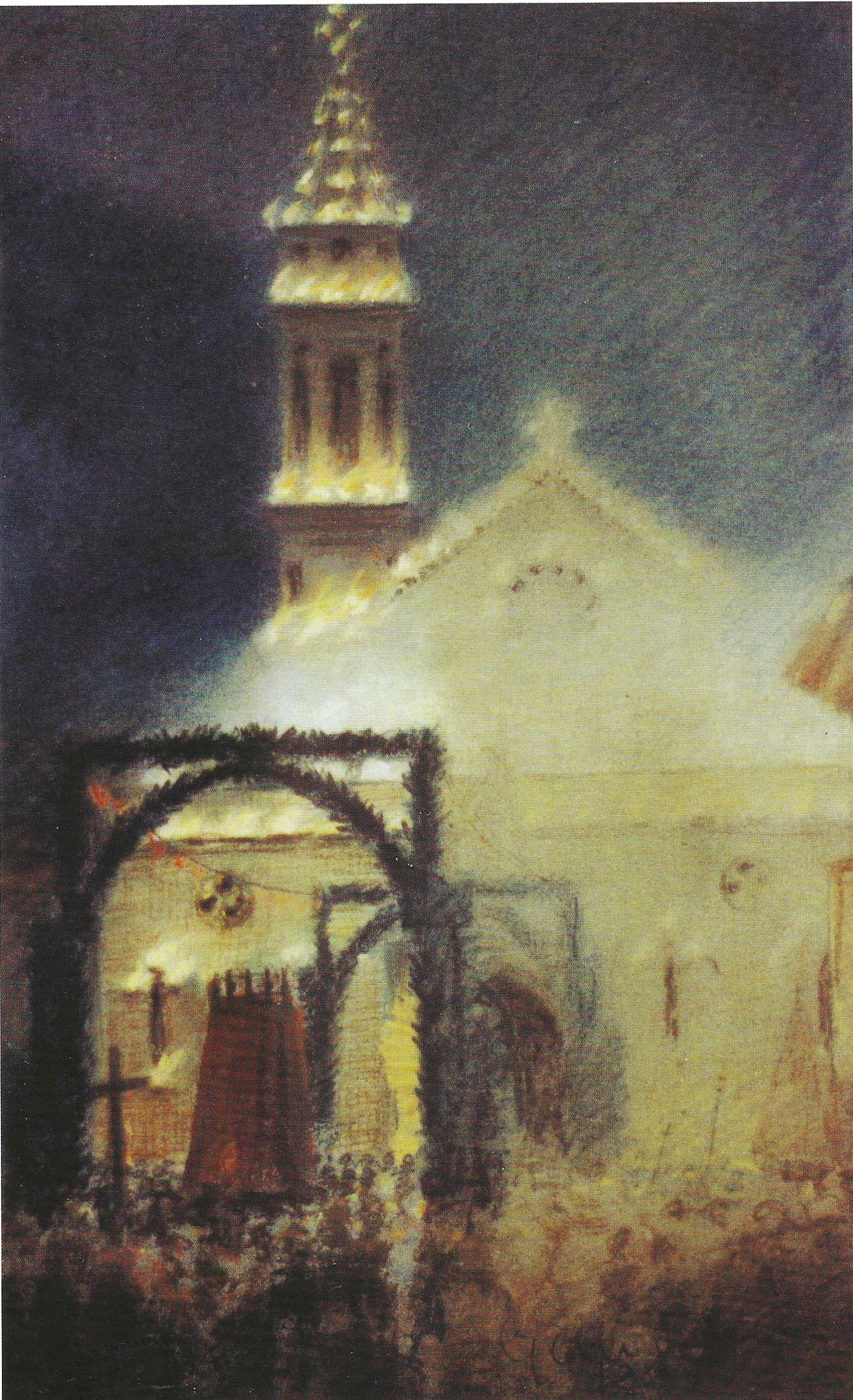
Ciclo dell'Inchinata di Tivoli, Incontro del Cristo e della Madre, pastello firmato in basso a destra, cm. 38 x 50, collezione privata.
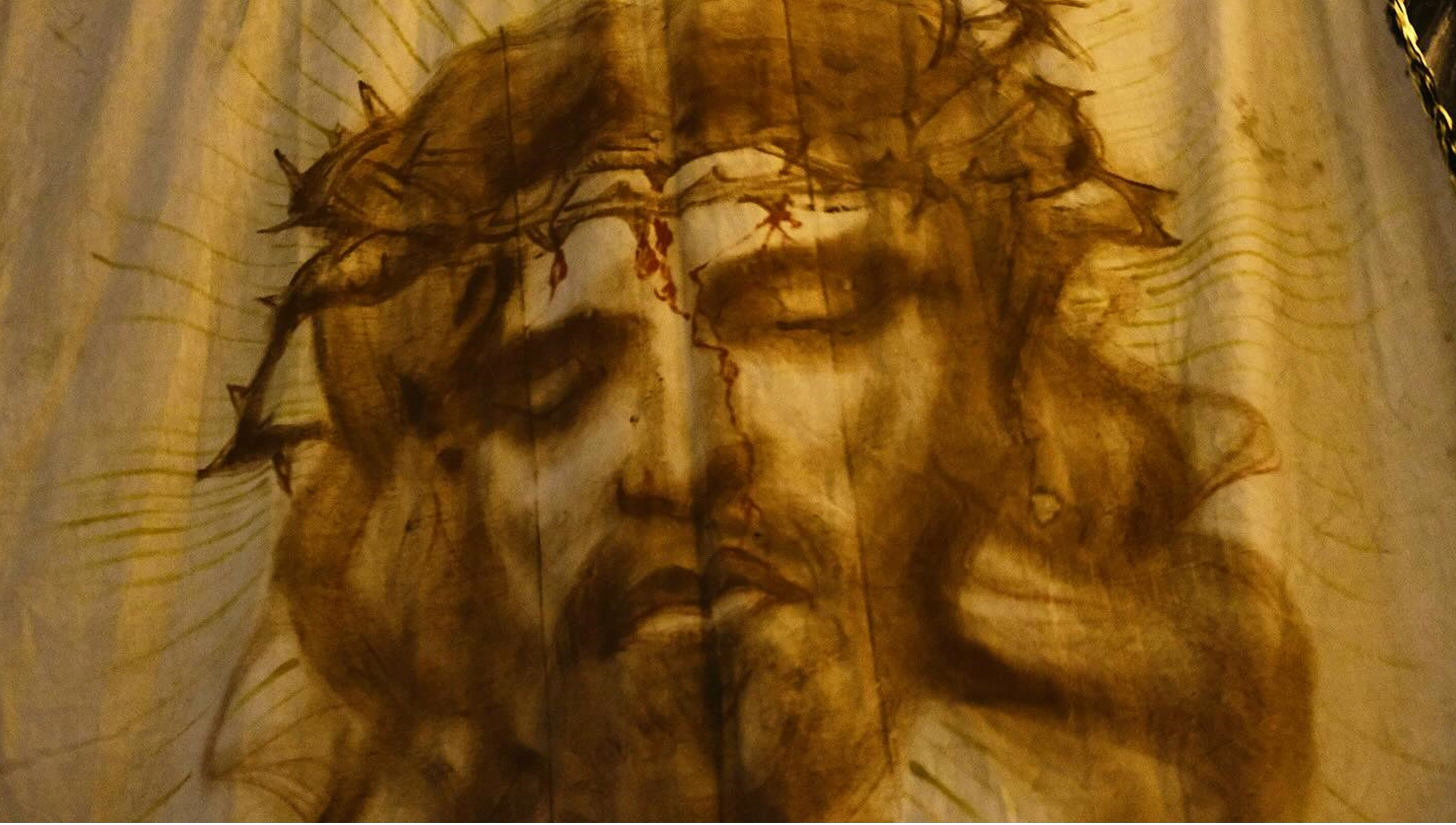
Sanguigna su drappo processionale raffigurante il volto di Cristo morto (particolare), Chiesa di Sant'Andrea a Tivoli.
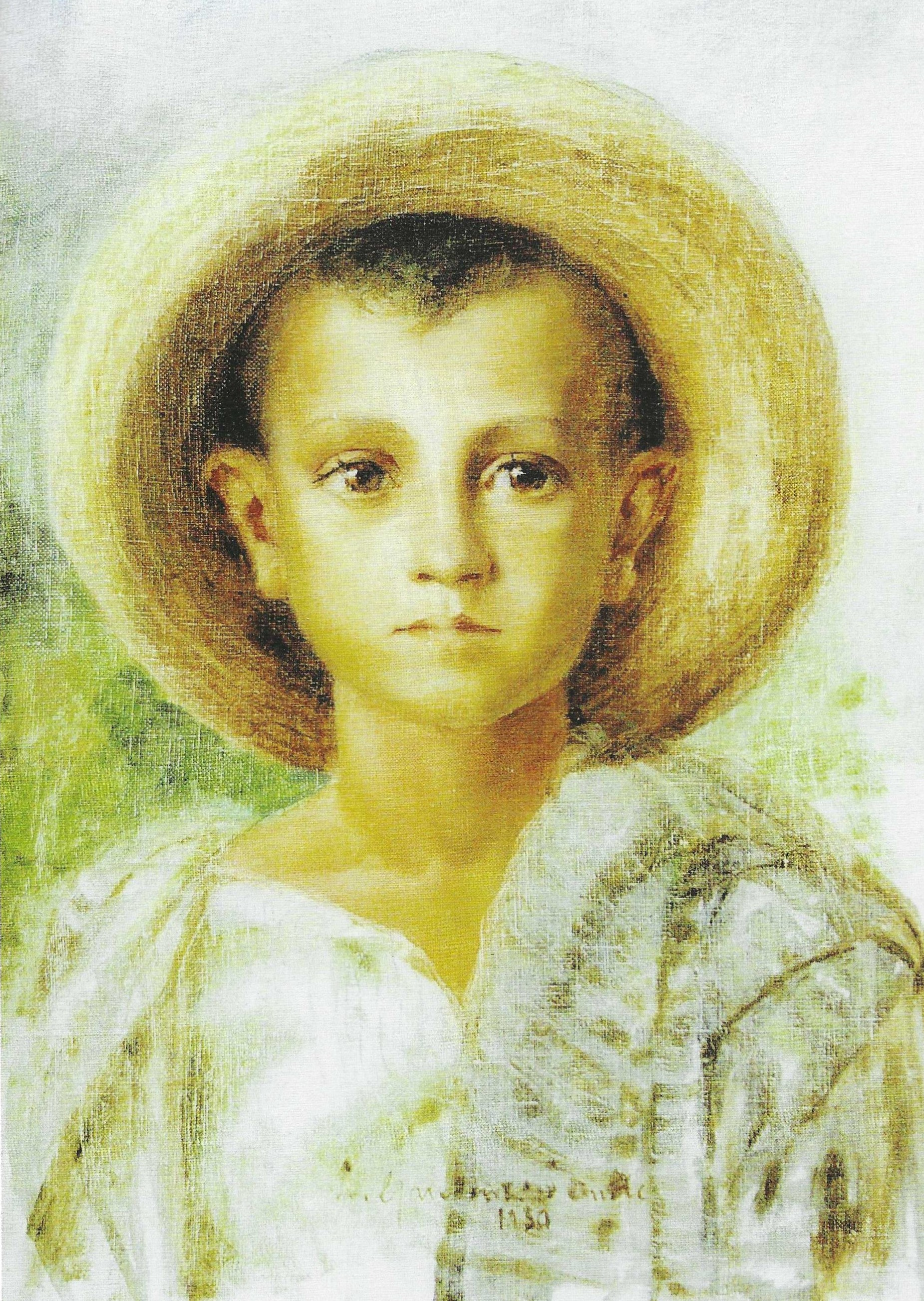
Pastorello a Castrovalva, olio su tela, cm. 35 x 50, firmato e datato 1930, collezione privata